# Эванс, Джанет
Джанет Эванс (англ. Janet Evans; род. 28 августа 1971 года, округ Ориндж, Калифорния) — американская пловчиха, специализировалась в плавании вольным стилем на средних и длинных дистанциях (200, 400, 800 и 1500 метров), также в ранней карьере на 400 метрах комплексным плаванием. 4-кратная олимпийская чемпионка, трёхкратная чемпионка мира и двукратная чемпионка мира на короткой воде.
Дебютировала на Олимпийских играх в 1988 году, где завоевала три золотые медали.
Она устанавливала мировой рекорд семь раз, включая заплыв на 800 метров, рекорд, который держался непобитым в течение двадцати лет (1988—2008). 
Журнал Swimming World признавал Эванс лучшей пловчихой года в мире в 1987, 1989 и 1990 годах.
Мировым рекордом на дистанции 800 метров вольным стилем Эванс владела более 20 лет — с марта 1988 года до августа 2008 года, пока её достижение на Олимпийских играх в Пекине не побила Ребекка Эдлингтон. Рекордом на дистанции 400 метров вольным стилем Эванс владела с декабря 1987 года по май 2006 года. Также почти 20 лет владела мировым рекордом на дистанции 1500 метров вольным стилем — с июля 1987 года по июнь 2007 года.

## Результаты Эванс на Олимпийских играх
Зелёным выделены участия в финальных заплывах
| Дистанция                        | 1988 | 1992 | 1996 |
| -------------------------------- | ---- | ---- | ---- |
| 400 метров вольным стилем        | 1    | 2    | 17   |
| 800 метров вольным стилем        | 1    | 1    | 6    |
| 400 метров комплексным плаванием | 1    | —    | —    |